# Quindim

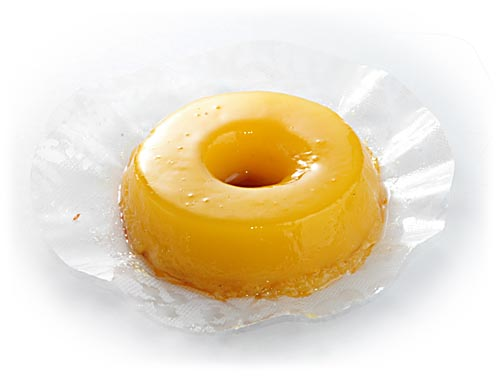
Quindim

Le quindim est un dessert brésilien, originaire du nord-est du pays. Il est composé de jaune d'œuf, de sucre et de noix de coco râpée.

## Préparation
Ingrédients
- Beurre ramolli
- 10 jaunes d'œuf
- 100 g de sucre en poudre, plus extra pour l'enrobage
- 300 ml de lait de coco
- 50g de noix de coco desséchée
- Une cuillère à thé d'extrait de vanille

Méthode
1. Chauffer le four à 180 °C / 160 °C. Frotter 4 ramequins ou moules à dariole, d’une contenance d’environ 175 ml, avec le beurre ramolli. Saupoudrer de sucre en poudre et bien enrober.
2. Dans un bol, pressez les jaunes d'œufs dans un tamis en fil métallique et mélangez-les au lait de coco, au sucre, à la noix de coco et à la vanille. Verser dans les ramequins et les placer dans un grand plat à rôtir au four. Versez de l'eau dans le plat aux trois quarts des ramequins pour qu'il agisse comme un bain-marie pour les quindims.
3. Cuire au four pendant 30 à 35 minutes, jusqu'à ce que le dessus des quindims soit doré. Sortez les ramequins de l'eau et laissez-les refroidir complètement à température ambiante, puis passez un couteau autour des bords. Placez une assiette sur le dessus et démoulez les quindims.